# Can-avid
Can-avid é um município de  quarta classe de renda municipal (d) na província Samar Oriental, nas Filipinas. De acordo com o censo de 1 de maio  de  2020 possui uma população de 21 682 pessoas e 5 102 domicílios.